# 型男戀愛王國
《型男戀愛王國》（日語：オレ様キングダム）是日本少女漫畫家八神千歲所創作的少女漫畫，以即依此改編的OVA。

## 概要
《型男戀愛王國》從2009年3月開始在小學館的《Ciao》雜誌2009年4月號開始以《型男戀愛王國》的名稱連載，日語簡稱。而《型男戀愛王國》是繼《談個漫畫戀情》（まんがみたいな恋したいっ!）之後同樣是以少女漫畫家當作背景的作品。在《Ciao》雜誌2010年5月號（2010年6月出版）開始使用《型男戀愛王國®》（オレ様キングダム®）的標題，而漫畫單行本出版時則維持原標題不變。台灣的繁體中文版是由尖端出版所代理發行，並且在《甜芯少女漫畫月刊》2009年11月號（2009年10月30日出版）開始連載。

## 故事簡介
野野原儂儂是一個職業少女漫畫家同時也是高中生，當她疲勞時補充活力的方法就是，觀看她所嚮往的型男三人組。有一天，在偶然的情況之下在圖書館遇到了型男三人組，並且看到了她所畫的草稿，究竟會如何發展……？

## 登場人物

### 主要人物
野野原 儂儂（配音員：長谷川明子）
本作品的女主角，就讀城城高中一年級生，同時她是一名少女漫畫家，執筆少女漫畫《黑色守護神》。最初登場時帶著眼鏡，因為度數不合的緣故，走路時經常撞到東西，後來改戴隱形眼鏡。對黒澤瞬有所好感。小時候演話劇表演時曾經出糗過，因此不敢面對人群，後來在美和的指導之下逐漸好轉。
黒澤 瞬（配音員：櫻井孝宏）
型男三人組的其中一員，外表冷酷性格的男孩子。美和的雙胞胎弟弟。小時候爬到樹上不敢下來，因此後來有懼高症。
白馬 凌（配音員：羽多野渉）
型男三人組的其中一員，有一點花花公子性格的男孩子。擅長運動和下廚。曾經主動追求過儂儂，但是被儂儂拒絕之後，因此一度受到打擊，後來雙方成為好朋友。
赤城 輝（配音員：成瀨誠）
型男三人組的其中一員，外表可愛的男孩子。因為喜歡貓的緣故，因此經常帶著貓形狀的帽子。

### 次要人物
大東 麻里子（配音員：槙口みき）
野野原儂儂的責任編輯。
黒澤 美和（配音員：伊瀬茉莉也）
黒澤瞬的雙胞胎姊姊，是一名人氣偶像歌手，同時也是儂儂的愛好者。雖然她喜歡下廚，但是不擅長煮粥類的料理。
谷口（配音員：遊佐浩二）
美和的經紀人。對黒澤瞬有所好感，但是經常遭到瞬的無視。過去曾經擔任過漫畫家的助手，同時也有以自己的名義執筆，主要以女性向漫畫為主。
白馬 莉莉香
白馬凌的堂妹，同時也是彌悠的雙胞胎姊姊。
白馬 彌悠
白馬凌的堂弟，同時也是莉莉香的雙胞胎弟弟。

## 書籍資訊
《型男戀愛王國》的漫畫版單行本由小學館所出版發行，到2013年9月27日為止單行本發行到第十冊。台灣由尖端出版所代理發行，到2014年1月20日為止單行本發行到第八冊。
| 冊數 | 日文版                                                            | 發售日期      | 台灣中文版          | 發售日期       |
| ---- | ----------------------------------------------------------------- | ------------- | ------------------- | -------------- |
| 1    | ISBN 978-4-09-132704-8                                            | 2009年10月1日 | EAN 4-717702-233334 | 2011年2月14日  |
| 2    | ISBN 978-4-09-133253-0                                            | 2010年4月1日  | EAN 4-717702-235963 | 2011年5月20日  |
| 3    | ISBN 978-4-09-133437-4                                            | 2010年11月1日 | EAN 4-717702-241315 | 2011年10月18日 |
| 4    | ISBN 978-4-09-133770-2                                            | 2011年4月1日  | EAN 4-717702-243128 | 2011年11月17日 |
| 5    | ISBN 978-4-09-132704-8                                            | 2011年9月1日  | EAN 4-717702-245399 | 2012年4月27日  |
| 6    | ISBN 978-4-09-134240-9                                            | 2012年2月1日  | EAN 4-717702-250065 | 2012年8月13日  |
| 7    | ISBN 978-4-09-134569-1（一般版） ISBN 978-4-09-159124-1（特別版） | 2012年8月1日  | EAN 4-717702-254469 | 2013年4月11日  |

## OVA
《型男戀愛王國》的OVA動畫作品收錄在《Caio》雜誌附錄所贈送的DVD，第一集於2011年1月發行的《Caio》雜誌2011年2月號附贈，第二集在2011年4月號附贈。從2011年8月號開始為了紀念「CiaoCiaoTV」（ちゃおちゃおTV）開台的同時將收錄第三集，並且在「CiaoCiaoTV」免費播放第一集。

### 製作人員
- 原作：八神千歲
- 企劃：Ciao編輯部
- 人物設計、作畫監督：佐野隆雄
- 美術監督：近藤美幸
- 色彩設計：中村千穗（なかむらちほ）
- 攝影監督：坪内弘樹
- 編輯：小峰博美
- 音響監督：藤田亞紀子
- 音響特效：野崎博樹（Ciao Sound）
- 音響製作：HALF H・P STUDIO
- 背景音樂：tenten、E.Redford
- 動畫製作：Synergy SP
- 監督：平尾美穗（平尾みほ）（第1、2集）、小野勝巳（第3集）
- 製作：小學館集英社製作公司
- 著作權標記：小學館

### 主題曲
- 「獨角戲」（モノローグ）（第3集之後）
歌：關野由宇希，作詞：千祐，作曲、編曲：床間宇古太

### 各集標題一覽
| 集數 | 日語標題 | 中文標題                   | 劇本            | 作畫監督                          | 收錄號       |
| ---- | -------- | -------------------------- | --------------- | --------------------------------- | ------------ |
| 1    |          | 滑雪道與戀愛巧克力♥之章    | 福田袷子        |                                   | 2011年2月號  |
| 2    |          | 修羅場喔，全員集合！！之章 | 福田袷子        |                                   | 2011年4月號  |
| 3    |          | 心動☆摩天輪的傳說          | 末永光代        | 佐野隆雄                          | 2011年8月號  |
| 4    |          | 流星群☆恐慌                | 末永光代        | 佐野隆雄                          | 2011年9月號  |
| 5    |          | 谷口先生優雅的一天         | 末永光代        | 佐野隆雄                          | 2011年10月號 |
| 6    |          | 快樂☆白色耶誕節            | 山田由香        | 佐野隆雄                          | 2011年12月號 |
| 7    |          | 感冒時的甜蜜回憶           | 山田由香 笹野惠 | 佐野隆雄                          | 2012年1月號  |
| 8    |          | PPP！小鎮簽名會            | 笹野惠          | 佐野隆雄                          | 2012年2月號  |
| 9    |          | 心跳滿點☆生日快樂          | 山田由香        | 佐野隆雄                          | 2012年4月號  |
| 10   |          | ～寶貝☆大混亂～            | 笹野惠          | -                                 | 2012年8月號  |
| 11   |          | 恐怖☆抖S老師登場!          | 笹野惠          | 大貫健一（總作畫監督） 中村真由美 | 2012年12月號 |
| 12   |          | 大騙子☆love get            | 笹野惠          | -                                 | 2013年1月號  |
| 13   |          |                            | 笹野惠          | 大貫健一（總作畫監督） 中村真由美 | 2013年2月號  |
| 14   |          |                            | 笹野惠          | 大貫健一（總作畫監督） 中村真由美 | 2013年5月號  |

## 外部連結
- Ciao官方網站（日語）
- （页面存档备份，存于）（日語）